# Гюффенгардт
Гюффенгардт (нім. Hüffenhardt) — громада в Німеччині, знаходиться в землі Баден-Вюртемберг. Підпорядковується адміністративному округу Карлсруе. Входить до складу району Неккар-Оденвальд.
Площа — 17,62 км2. Населення становить 2038 ос. (станом на 31 грудня 2020).